# Buddhistischer Modernismus
Buddhistischer Modernismus oder protestantischer Buddhismus sind Begriffe zur Beschreibung moderner und zeitgenössischer buddhistischer Bewegungen.
Anders verhält es sich mit dem Begriff „Engagierter Buddhismus“, der 1963 vom vietnamesischen Zen-Meister Thich Nhat Hanh (geb. 1926) eingeführt wurde und heute von vielen Buddhisten in Asien, Amerika und Europa als Synonym für einen sozial engagierten Buddhismus verwendet wird.
Die Anfänge der buddhistischen Reformbewegungen gehen auf den aus Sri Lanka kommenden Dharmapala zurück, der den traditionellen Buddhismus radikal kritisierte, die Rolle des Laien neu bewertete und die Meditation als allgemeine Praxis einführte. Die Lehre des Buddha sei auf Vernunft gegründet, rationalistisch, atheistisch, wissenschaftlich, eine Lebensphilosophie, keine Religion. Eine starke Politisierung sowie fundamentalistische und nationalistische Tendenzen charakterisieren diese Bewegungen.
Entstanden ist der buddhistische Modernismus (auch Neobuddhismus) in Ceylon (heute Sri Lanka) als ursprünglich kulturelle Erneuerungsbewegung des dort unter dem Druck europäischer Eroberungen und christlicher Missionen seit dem 16. Jahrhundert vom Niedergang bedrohten Buddhismus. Als Reaktion auf diese Überfremdung begab man sich auf die Suche nach der eigenen nationalen Identität und besann sich zunächst auf die eigene Kulturtradition, die als Bollwerk gegen die zunehmende Verwestlichung verstanden wurde. Die mit dem Kolonialstatus verbundene Demütigung und Abwertung der autochthonen Kultur sowie die Diskriminierungen durch die Kolonialherren führten schließlich zur Politisierung des eigentlich weltabgewandten Buddhismus. Progressive westliche Ideen wie Demokratie und Sozialismus, die im Zuge der Kolonialisierung nach Ceylon und Birma gelangt waren, wurden als Errungenschaften der eigenen Kultur ausgegeben.
So reklamierten buddhistischen Modernisten wie der Nestor des buddhistischen Modernismus und singhalesischen Patriotismus, Anagarika Dharmapala, die Demokratie als Produkt der eigenen Kulturtradition. Der Ceylonese D. C. Vijayavardhana sah in der Gütergemeinschaft des Urbuddhismus eine frühe Form des Kommunismus und schrieb: „Die frühe Sangha, wie sie von Buddha begründet wurde, umfasste echte Kommunisten, deren Regeln und Praxis von der Erde verschwunden sind. Sie waren eine klassenlose Gemeinschaft von Gleichen [...] Sie besaßen kein individuelles Eigentum; der gesamte Besitz gehörte der Gemeinschaft.“ (D.C. Vijayavardhana, The Revolt in the Temple Colombo 1955, S. 595). Vijayavardhana betonte, dass die ideale buddhistische Lebensform und ein echter Kommunismus auf wirtschaftlicher Ebene völlig miteinander vereinbar seien. Die Unvereinbarkeit von Buddhismus und Marxismus in philosophischer Hinsicht wird von diesem Autor durchaus gesehen, wenn er schreibt: „Es gibt natürlich einen fundamentalen Unterschied zwischen Buddhismus und Marxismus was das philosophische Konzept dieser Lehren anbelangt: der Marxismus, der sich auf eine materialistische Geschichtskonzeption gründet, lehrt den metaphysischen Materialismus als seine Philosophie.“ (ebd.) Dies widerspräche dem Geist des Buddhismus, für den alles Materielle letztlich eine Illusion sei. Zwar seien die klösterliche Gütergemeinschaft des Urbuddhismus und ein echter Kommunismus aus dem gleichen Geiste geboren, doch könne der gegenwärtige Marxismus, besonders in seiner sowjetischen Form, von den buddhistischen Ländern Südostasiens nicht akzeptiert werden.
Indem man die Vergangenheit idealisierte wurde zugleich die politische Forderung erhoben, dem Buddhismus seine alte privilegierte Stellung zurückzugeben und wieder zur Staatsreligion zu machen, ein Status, den der Buddhismus zur Zeit der historischen Monarchien in Ceylon und Birma stets besessen hatte. Dies war die Stunde der „politischen Mönche“, die unter Missachtung der Vinaya-Regeln (Klosterregeln) sich in der Art einer Lobby in die Politik einmischten und für die Restauration des Buddhismus in Staat und Gesellschaft kämpften. Die neobuddhistische Bewegung hat in der ersten Hälfte des 20. Jahrhunderts einen enormen Einfluss auf die Politik einiger buddhistischer Staaten Südostasiens ausgeübt und zur Stabilität der demokratischen Institutionen beigetragen: denn dort, wo die parlamentarische Demokratie eingeführt wurde, war es wichtig, dass ihr eine Legitimation aus der eigenen kulturellen Tradition gegeben werden konnte, was ihre Akzeptanz erleichterte. So betrachtete man die demokratischen Strukturen des buddhistischen Ordens (Sangha) als Modell, das auf Staat und Gesellschaft übertragen werden sollte (so z. B. den Gleichheitsgrundsatz und das Prinzip der Mehrheitsentscheidung bei Abstimmungen: in der Sangha sind alle Mönche prinzipiell gleich und der Klosterabt wird von der Mönchsversammlung gewählt). Auf diese Weise ließen sich die Prinzipien demokratischer Selbstverwaltung als Teil der buddhistischen Tradition in Anspruch nehmen.
Der Neobuddhismus hat besonders in den theravāda-buddhistischen Ländern Sri Lanka und Birma die politischen Freiheitsbewegungen inspiriert und den nationalen Unabhängigkeitskampf gegen die Fremdherrschaft befördert. Die vom Westen entlehnten Ideen von Freiheit und Gleichheit wurden dabei als ideologische Waffen gegen den Imperialismus der britischen Kolonialmacht gerichtet.

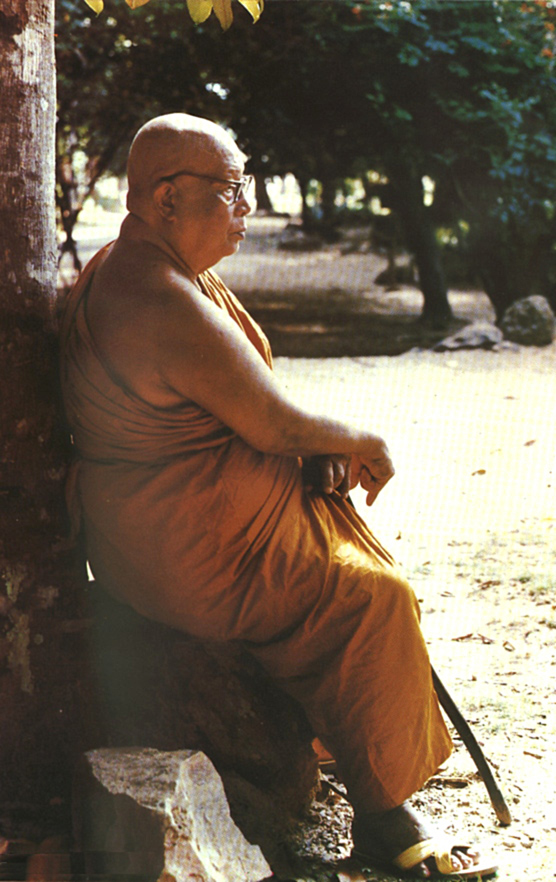
Buddhadasa Bhikkhu

1956 rief in Indien Bhimrao Ramji Ambedkar die unberührbaren Kaste (Dalit) auf, als Protest gegen ihre Unterdrückung zum Buddhismus zu konvertieren (diese Bewegung wird oft auch, meist pejorativ, als „Neo-Buddhismus“ bezeichnet). In Thailand war es Buddhadhasa Bhikkhu (nach anderer Schreibweise 'Buddhadasa Bhikkhu' 1906–1993), der einen Dhamma-Sozialismus vertrat. In Japan entstand 1930 die Sōka Gakkai, die mittels der Partei Kōmeitō auch politisch tätig ist. Der im Exil lebende Dalai Lama und die burmesische Regimekritikerin Aung San Suu Kyi, beide Träger des Friedensnobelpreises, sind zwei der berühmtesten zeitgenöss. Vertreter eines Buddhismus, der sich zu Friedens- und Umweltfragen äußert und ein Engagement für eine gerechtere Gesellschaft propagiert.
In Europa und Nordamerika setzten sich im 19. und 20. Jh. Philosophen und Wissenschaftler, Ärzte und Künstler verstärkt mit dem Buddhismus auseinander, förderten seine Popularität und wirkten durch ihr Engagement unmittelbar auf die Buddhisten Asiens zurück (Schopenhauer, Pali Text Society, Hermann Hesse, H.S. Olcott). 1902 erhielt Allan Bennett, ein Chemiker aus England, in Burma als erster Europäer die Mönchsweihe. Zahlreiche Europäer folgten seinem Beispiel (Nyanatiloka), viele buddh. Vereine wurden gegründet von Paul Dahlke, Karl Seidenstücker, und Georg Grimm. Karl Eugen Neumann legte wesentliche Übersetzungen buddhistischer Texte vor. Lama Anagarika Govinda gründete in Indien 1933 das Arya Maitreya Mandala. In England gründete Sangharakshita (1925–2018) 1967 die Friends of the Western Buddhist Order, eine buddhistische Laienorganisation.
Heute gibt es zahlreiche internationale buddhistische Netzwerke. 1950 wurde die Vereinigung des World Fellowship of Buddhists in Sri Lanka ins Leben gerufen, um die Verständigung der verschiedenen Strömungen innerhalb des Buddhismus zu fördern. 1989 wurde in Thailand das International Network of Engaged Buddhists geschaffen.